# Marathyssa cuneata
Marathyssa cuneata là một loài bướm đêm trong họ Noctuidae.